# Ostertagia ostertagia
Ostertagia ostertagia är en rundmaskart. Ostertagia ostertagia ingår i släktet Ostertagia, och familjen Trichostrongylidae. Arten är reproducerande i Sverige.